# Condado de Kłodzko
Nota linguística: Não confundir hrabstwo (condado) com powiat (divisão administrativa)..
Kłodzko (polaco: powiat kłodzki) é um powiat (condado) da Polónia, na voivodia de Baixa Silésia. A sede é a cidade de Kłodzko. Estende-se por uma área de 1643,37 km², com 167 618 habitantes, segundo os censos de 2005, com uma densidade 102 hab/km².

## Divisões admistrativas
O condado possui:
Comunas urbanas: Duszniki-Zdrój, Kłodzko, Kudowa-Zdrój, Nowa Ruda, Polanica-Zdrój
Comunas urbana-rurais: Bystrzyca Kłodzka, Lądek-Zdrój, Międzylesie, Radków, Stronie Śląskie, Szczytna
Comunas rurais: Kłodzko, Lewin Kłodzki, Nowa Ruda
Cidades: Duszniki-Zdrój, Kłodzko, Kudowa-Zdrój, Nowa Ruda, Polanica-Zdrój, Bystrzyca Kłodzka, Lądek-Zdrój, Międzylesie, Radków, Stronie Śląskie, Szczytna

## Demografia
População (dados de 30 de Junho de 2005):
|          | Total   | Total | Mulheres | Mulheres | Homens  | Homens |
| -------- | ------- | ----- | -------- | -------- | ------- | ------ |
|          | pessoas | %     | pessoas  | %        | pessoas | %      |
| Total    | 167 618 | 100   | 87 370   | 52,1     | 80 248  | 47,9   |
| Cidades  | 109 047 | 100   | 57 686   | 52,9     | 51 361  | 47,1   |
| Povoados | 58 571  | 100   | 29 684   | 50,7     | 28 887  | 49,3   |